# Karol Frankowski
Karol Frankowski, pseudonim literacki Kajetan Niepowie (ur. 18 lipca 1796 w Wiedniu, zm. 26 listopada 1846 w Warszawie) – polski literat i dziennikarz, zdymisjonowany pułkownik wojsk cesarsko-rosyjskich, dyrektor Gimnazjum Realnego i Szkoły Sztuk Pięknych w Warszawie, kawaler Orderów.

## Życiorys
Pobierał nauki w Liceum Richelieu w Odessie. 
Służył w wojsku od 1811. Odbył kampanie napoleońskie: 1813 i 1814. Od 1831 pułkownik gwardii lejb-ułanów. Zwolniony z wojska ze względu na odniesione rany i poglądy polityczne, został zdymisjonowany. W 1836 roku zwiedził europejskie kraje: Francję, Austrię, Włochy i Anglię. W latach 1842 i 1846 pracował w wydziale naukowym w służbie cywilnej. Od 1842 roku był dyrektorem Gimnazjum Realnego, następnie od został mianowany dyrektorem ówczesnej Szkoły Sztuk Pięknych w Warszawie. Przyczynił się znacznie do rozwoju tych uczelni. 
Był poliglotą. Biegle władał językami europejskimi: polskim, francuskim, rosyjskim, niemieckim, angielskim i włoskim. Obdarzony niezwykłym dowcipem opisywał bieżące sprawy narodowe i sytuacje z życia. 
W 1842 roku zaczął wydawać wraz z Hignetem czasopismo „ Glaneur de Varsovie”. Autor broszur "Paris i Fizjonomia wielkich stolic zachodu". Napisał dramat: "Gra namiętności" (Warszawa, 1843) i "Upadek wielkiego domu w Polsce" w 5 aktach. W utworze tym przedstawił pogląd że pomimo wielkich charakterów niektórym z osób, brak było tożsamości narodowej oraz znajomości życia domowego i przeszłości naszej.
Największym dziełem literackim Frankowskiego są Moje wędrówki po obczyźnie wydanej w Paryżu. Jest to w dużej mierze przekład wydanej po francusku Fizjonomii wielkich stolic zachodu z małymi zmianami. Utwór podzielony został na dwie księgi: Paryż w grzechu i Paryż w stanie łaski.
Został pochowany na cmentarzu Powązkowskim w Warszawie.

## Rodzina
Syn Antoniego, pułkownika gwardii mirowskiej  i Zuzanny Żurowskiej. Ożenił się z Anną Elżbietą Pięknowską (1786-1874), aktorką teatralną, rodzoną siostrą Konstancji Dmuszewskiej (1784-1854), żony Wojciecha Bogusławskiego, następnie Ludwika Adama Dmuszewskiego.